# Malcolm, 6. Earl of Fife

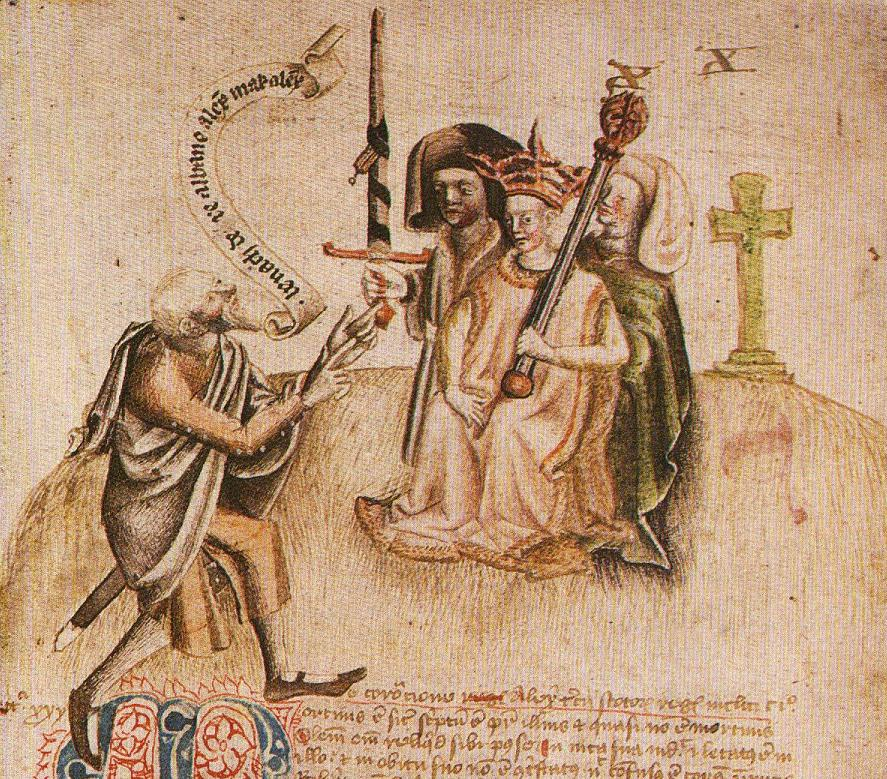
Malcolm, 6. Earl of Fife (zweiter von links) hält das Schwert während der Inthronisation von Alexander II. Spätmittelalterliche Darstellung

Malcolm, 6. Earl of Fife (auch Malcolm II Macduff; Malcom II, Earl of Fife oder schottisch-gälisch Máel Coluim II, Earl of Fife) († 1266) war ein schottischer Magnat.

## Herkunft
Malcolm entstammte dem schottischen Clan MacDuff. Er war ein Sohn von Duncan, einem jüngeren Sohn von Duncan, 4. Earl of Fife. Nach dem kinderlosen Tod seines gleichnamigen Onkels Malcolm, 5. Earl of Fife um 1228 erbte er dessen Besitzungen und den Titel Earl of Fife.

## Magnat während der Herrschaft von AlexanderII. und während der Minderjährigkeit von AlexanderIII.
Als bedeutender Adliger bezeugte er 1237 den Vertrag von York und 1244 den Vertrag von Newcastle. Trotz seines hohen Ranges bezeugte Malcolm jedoch nur selten weitere Urkunden von König Alexander II. Auch während der Minderjährigkeit von König Alexander III. in den 1250er Jahren spielte er nur eine geringe Rolle. Zwar setzte er als Earl of Fife traditionell den jungen König bei dessen Inthronisation 1249 ein, und 1255 wurde er auch Mitglied des Regentschaftsrats, der unter Führung von Alan Durward für den jungen König die Regierung führen sollte. Als dieser Regentschaftsrat aber in einem Machtkampf von 1257 bis 1258 von anderen Adligen unter Führung von Walter Comyn, Earl of Menteith verdrängt wurde, spielte Malcolm offenbar keine Rolle, denn er wurde durch den neuen Regentschaftsrat und durch den jungen König weder bestraft noch begünstigt. Erst 1260 spielte er wieder eine Rolle, als er zu den schottischen Adligen gehörte, die der englische König damit beauftragte, seine Tochter, die schottische Königin Margarete und deren Kind sicher zurück nach Schottland zu geleiten. Als 1260 mehrere schottische Magnaten unter Führung von John Comyn, Lord of Badenoch Isabel, Countess of Menteith, die Witwe von Walter Comyn, Earl of Menteith zum Verzicht auf ihren Titel und ihre Ländereien drängten, unterstützte Malcolm vermutlich John Comyn. Er bezeugte aber nur wenige königliche Urkunden, und von 1260 bis zu seinem Tod ist wenig über ihn bekannt.

## Ehe und Nachkommen
Malcolm hatte 1230 eine walisische Fürstentochter geheiratet. Deren genaue Herkunft ist unsicher. Nach älteren Angaben war sie Helen, Tochter von des walisischen Fürsten Llywelyn ab Iorwerth, nach anderen Angaben eine Tochter von dessen Sohn Dafydd ap Llywelyn oder von Llywelyn ap Gruffydd. Möglicherweise war ihr wirklicher Name Susanna. Demnach war sie eine Tochter von Llywelyn ab Iorwerth und dessen Frau Johanna von Wales. Über den englischen Königshof, wo sie als Geisel lebte, wurde sie mit dem schottischen Magnaten Malcolm verheiratet.
Malcolm hinterließ mehrere Söhne, darunter:
- Colban († um 1270)
- Macduff († 1298)

Sein Erbe wurde sein ältester Sohn Colban. Malcolms Witwe, die wahrscheinlich nicht die walisische Fürstentochter war, heiratete in zweiter Ehe Donald, den ältesten Sohn des Earl of Mar. Da Malcolms Sohn Colban noch minderjährig war, gewann der Earl of Mar bis zur Volljährigkeit von Colban erheblichen Einfluss in Fife.